# 魏運開
魏運開（1576年—？），字啟元，號二華，陝西西安府華州蒲城縣人，民籍，明朝政治人物。

## 生平
萬曆三十四年（1606年）丙午科陝西鄉試第二名舉人，三十八年（1610年）中式庚戌科會試第二十三名，三甲第二十一名進士。都察院觀政，授真定府推官，四十三年（1615年）任山東鄉試同考官，四十四年（1616年）升兵部職方司主事。

## 家族
曾祖魏繪；祖父魏泳；父魏爠，母張氏。永感下。弟魏運貞、魏運政、魏運熙、魏運報、魏運新、魏運祚、魏運謨、魏運階、魏運翀。